# Billstedt (metropolitana di Amburgo)
Billstedt è una fermata della metropolitana di Amburgo, capolinea della linea U4 e stazione di transito solo per la linea U2.
Si tratta di una stazione di superficie situata nella parte orientale di Amburgo ed è stata inaugurata il 28 settembre 1969.